# 大庄駅
大庄駅（おおしょうえき）は、富山県富山市南大場にある、富山地方鉄道上滝線の駅である。駅番号はT68。

## 歴史
- 1921年（大正10年）4月25日：富山県営鉄道の駅として開業。
- 1943年（昭和18年）1月1日：富山地方鉄道の駅となる。
- 1969年（昭和44年）8月1日：貨物営業を廃止[1]。
- 1997年（平成9年）8月1日：無人駅化[2]。
- 2005年（平成17年）
  - 11月6日：14時10分頃に待合室から出火、強風にあおられ燃え広がり、開業時からあった木造平屋建ての旧駅舎（約110m2）が火災で全焼。出火場所付近にタバコの吸い殻があったという目撃情報から、原因はたばこの不始末と推測されていた[3]。
  - 11月8日：同日より焼け跡の撤去作業を開始[4]。
  - 12月上旬：駅舎の新築工事に着手[5]。
- 2006年（平成18年）
  - 2月20日：現駅舎が竣工[5]。
  - 4月2日：新築祝賀セレモニーを挙行[5]。

## 駅構造

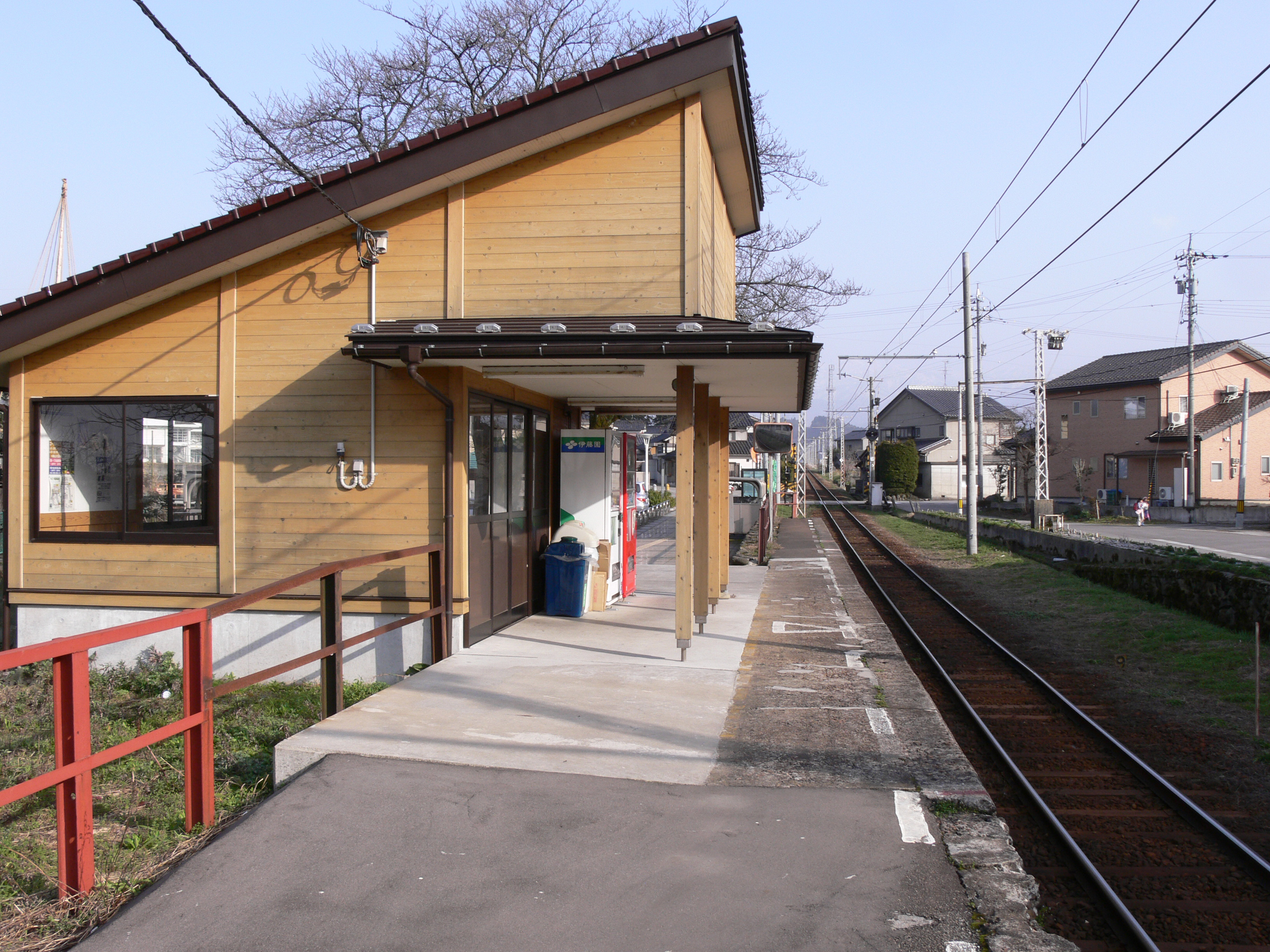
ホーム（2009年3月）

単式ホーム1面1線の駅である。かつては相対式ホーム2面2線であった。今もホーム跡が残っている。駅舎は2005年（平成17年）11月6日に火災で全焼したが、その後スロープを取り付けたバリアフリー対応の新駅舎として再建された。駅舎の広さは20m2で、旧駅舎より待合室が拡張されている。
駅の広場内には、大正末期の駅舎建設の際に植えられた桜の木がある。火災前は4本であったが、うち駅舎に隣接する2本が火災で焼け焦げたが、翌年春には被害の大きかった尤も駅に近い1本を除く3本の桜が開花した。現在は2本が現存している。

## 利用状況
「富山市統計書」によると、2019年度の1日平均乗車人員は99人である。
近年の1日平均乗車人員は以下の通り。
| 年度   | 1日平均 乗車人員 |
| ------ | ---------------- |
| 2004年 | 96               |
| 2005年 | 99               |
| 2006年 | 98               |
| 2007年 | 97               |
| 2008年 | 101              |
| 2009年 | 100              |
| 2010年 | 110              |
| 2011年 | 103              |
| 2012年 | 100              |
| 2013年 | 111              |
| 2014年 | 102              |
| 2015年 | 110              |
| 2016年 | 101              |
| 2017年 | 110              |
| 2018年 | 101              |
| 2019年 | 99               |
| 2020年 | 81               |
| 2021年 | 87               |
| 2022年 | 96               |

## 駅周辺
- 富山市立大庄小学校
- 富山市大庄地区センター
- 片山学園中学校・高等学校
- 富山国際大学
- 富山市コミュニティバス（大山地域）「大庄駅前」停留所 - 大庄循環線

## 隣の駅
富山地方鉄道
■上滝線
月岡駅 (T67) - 大庄駅 (T68) - 上滝駅 (T69)